# Roberto Heras
Roberto Heras Hernández (* 1. února 1974) je bývalý španělský silniční cyklista, který čtyřikrát celkově vyhrál závod Vuelta a España, jeden ze tří nejslavnějších profesionálních cyklistických závodů světa. V roce 2005 mu bylo vítězství dodatečně odňato, když byl diskvalifikován za užívání dopingu EPO. V červnu 2011 se úspěšně odvolal proti diskvalifikaci u občanského soudu v Kastilii a León a toto rozhodnutí bylo potvrzeno u španělského nejvyššího soudu v prosinci 2012. Španělská cyklistická federace Herase následně znovu vyhlásila vítězem Vuelty 2005. Jeho čtyři celková vítězství jsou rekordem tohoto závodu. Na Tour de France byl nejlépe pátý (2000), stejně tak na Giro d'Italia (1999).